# ランド・バルトリーニ

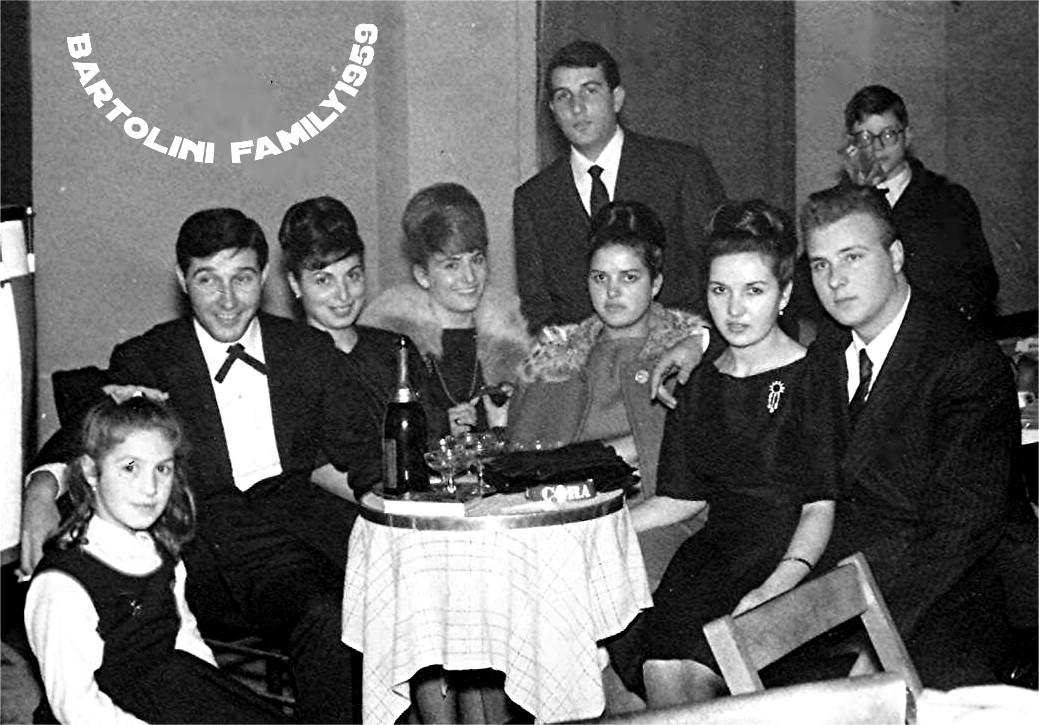
家族との写真

ランド・バルトリーニ（伊: Lando Bartolini、1937年4月11日 - 2024年6月28日）は、イタリアのテノール歌手。
トスカーナ州プラート出身。マリオ・デル・モナコを彷彿とさせるドラマティックな声で、1970年代から2000年代まで世界的に活躍した。

## 経歴
フィラデルフィアのAcademy of Vocal Artsでバス歌手のニコラ・モスコーナに学び、1968年にフィラデルフィアのセントジョセフ大学劇場でのプッチーニの『外套 (プッチーニ)』のルイージ役でデビューする。公式な経歴としては、1973年にバルセロナのリセウ大劇場でマスカーニの『イリス (オペラ)』のオーサカ役でデビューとなる。
1976年にニューヨーク・シティ・オペラにマスカーニの『カヴァレリア・ルスティカーナ』のトゥリッドゥ役でデビューし、1982年にはミラノのスカラ座にヴェルディの『エルナーニ』の題名役でデビュー。1985年にはウィーン国立歌劇場にプッチーニの『ラ・ボエーム (プッチーニ)』のロドルフォ役でデビューし、翌年4月には同歌劇場の日本公演でジュゼッペ・シノーポリ指揮のプッチーニの『マノン・レスコー』にデ・グリュー役で出演している。日本公演の直後にメトロポリタン歌劇場にプッチーニの『トスカ』でデビューするなど、世界的なリリコ・スピントとして活躍した。中でも1983年にヴェルディの『アイーダ』のラダメス役でデビューしたアレーナ・ディ・ヴェローナ音楽祭では、アイーダをはじめ、プッチーニの『トゥーランドット』のカラフやレオンカヴァッロの『道化師 (オペラ)』のカニオなどのスピントな役で1990年代まで常連として活躍した。
キャリアのハイライトとしては、1998年に北京の紫禁城で行われた、フィレンツェ五月音楽祭による『トゥーランドット』への出演が挙げられる。2002年には、65歳にして新国立劇場でのヴェルディの『イル・トロヴァトーレ』でマンリーコ役で出演するなど、キャリアの後年までドラマティックな声を維持し続けた。
2024年6月28日に亡くなった。87歳没。

## 家族
兄のリーノ・バルトリーニは、ロッコ・モンターナの芸名で1962年のサン・レモ音楽祭にも出演した歌手だったが、1967年にパルマでの交通事故で亡くなった。

## 録音
Hugaroton 
- Lando Bartolini "Great Tenor Arias"

- オットリーノ・レスピーギ　歌劇『セミラーマ』　ランベルト・ガルデッリ指揮

Fonit Cetra
- ザンドナーイ　歌劇『エケブーの騎士』　ジャナンドレア・ガヴァッツェーニ指揮

Naxos
- プッチーニ　歌劇『トゥーランドット』　アレクサンダー・ラハバリ指揮

Legato Classics
- "Lando Live!" Lando Bartolini sings great tenor arias